# 15022 Francinejackson
15022 Francinejackson eller 1998 SM144 är en asteroid i huvudbältet som upptäcktes den 20 september 1998 av den belgiske astronomen Eric W. Elst vid La Silla-observatoriet. Den är uppkallad efter astronomen Francine Jackson.